# Maiko Nakaoka
Maiko Nakaoka (中岡 麻衣子, Nakaoka Maiko), née le 15 février 1985, est une joueuse internationale de football japonaise.

## Biographie
Le 21 mai 2005, elle fait ses débuts dans l'équipe nationale japonaise contre la Nouvelle-Zélande. Elle compte 14 sélections en équipe nationale du Japon de 2005 à 2007.

## Statistiques
Le tableau ci-dessous présente les statistiques de Maiko Nakaoka en équipe nationale
| Équipe du Japon | Équipe du Japon | Équipe du Japon |
| Année           | Matchs          | Buts            |
| --------------- | --------------- | --------------- |
| 2005            | 3               | 0               |
| 2006            | 10              | 0               |
| 2007            | 1               | 0               |
| Total           | 14              | 0               |